# 2013年夏季熱浪
2013年夏季熱浪指2013年夏季，北半球陸地發生高溫酷暑的异常天气现象。

## 時間
2013年夏季。約在2013年7月至8月。

## 各地情况
- 中国大陆：入夏以来，中国大陆江淮、江南、重庆等地出现大范围的高温，多地气温突破40℃。其中，浙江新昌出现了44.1℃的极端高温天气；浙江杭州8月5日——12日连续8天超过40℃；湖南长沙在2013年7月实现了高温“大满贯”，6月30日——8月16日连续48天高温。多地发布高温预警，中央气象台首次发布了高温应急响应，为60年一遇。

- 臺灣：2013年7月起，受熱浪影響，不僅台灣全島酷熱，台北市因熱島效應影響出現了39.3℃的高溫，打破高雄市最高氣溫37.2℃記錄。

- 日本：日本大部分地区遭受罕见高温天气，其中高知縣四萬十市出現41℃的高溫，两千多人中暑住院，游泳池被游客挤满。

- ：持續高溫產生用電緊張，發電站部分因故障而歲修，政府部門限制使用冷氣機及禁止室內開燈。

- 英国：2013年7月底，伦敦7年来首次出现连续6日气温超过30℃的情况，由于英国夏季气温基本在20℃左右，许多居民家里没有任何避暑设施，让习惯阴雨凉爽天气的市民感到酷暑难耐。商场里常年滞销的电风扇、空调出现脱销的情况。伦敦火车铁轨一度被晒变形，导致中转站“滑铁卢战”的月台出现临时关闭。市民脱水、中暑现象频发。

- 美国：进入7月下旬，美国的高温范围扩大到了19个州，美国国家气象局对东北部几十座城市发出了高温警报。死亡谷测得了56℃的极端高温，与当地高温历史记录，也就是地球有气象记录以来的最高温度仅差1℃。

- 印度：印度北方邦、比哈尔邦、贾坎德邦等地最高气温一般比正常气温高4到5℃。印度北方邦、马哈拉施特拉邦、安得拉邦等地还创下了47℃的纪录。

- 義大利：8月初始，一股热浪席卷整个亚平宁半岛。据意大利气象部门报告，就连往年人们避暑的圣地——北部阿尔卑斯山脚下的特伦蒂诺大区一带，现在的最高温度也达到39至40℃。

- 德国：德国大部分地区迎来高温，多地气温达37℃。高温导致水泥路面变形，在巴伐利亚附近的高速公路上，一个骑摩托车的人就因为路面突然拱起而发生车祸丧生。因此部分德国高速公路不得不暂时关闭。

## 傷亡
- 英国：高温已致760人死亡。

- 印度：据不完全统计，印度共有1453人死于热浪。

- 日本：高温已致17人中暑死亡。

## 外部連結
- （页面存档备份，存于）